# Sixto Escobar
Pour les articles homonymes, voir Escobar.
Sixto Escobar est un boxeur portoricain né le 23 mars 1913 et mort le 17 novembre 1979 à Barceloneta.

## Carrière
Il devient champion du monde des poids coqs de la National Boxing Association (NBA, ancêtre de la WBA) le 7 août 1935 en battant aux points Pete Sanstol; perd contre Lou Salica le 26 août puis remporte aux points le combat revanche le 15 novembre 1935.
Le 31 août 1936, Escobar stoppe au 13e round Tony Marino et s'empare du titre NYSAC (New-York State Athletic Commission). Désormais champion unanime, il remet ses ceintures en jeu face à Indian Quintana (qu'il met KO au 1er round) puis une nouvelle fois contre Lou Salica (victoire aux points) avant de s'incliner contre Harry Jeffra le 23 septembre 1937. Vainqueur à nouveau du combat revanche le 20 février 1938, il abandonne définitivement ses titres NBA & NYSAC le 4 octobre 1939 après une défaite sans ceinture en jeu face à Tony Olivera car il ne parvient plus à respecter la limite de poids.

## Distinctions
- Sixto Escobar est membre de l'International Boxing Hall of Fame depuis 2002[5].
- Le Stade Sixto Escobar, à San Juan (Porto Rico) porte son nom.